# Carl Neuberg
Carl Neuberg (Hannover, 29 de juliol de 1877 - Nova York, 30 de maig de 1956) fou un químic alemany, pioner en la Bioquímica —pel que se'l anomena sovint el «pare de la bioquímica»— i un dels bioquímics més destacats de la dècada de 1920, en la que fou proposat al Premi Nobel.
Doctorat en Química a la Universitat de Berlín el 1900, el 1906 va fundar la publicació Biochemische Zeitschrift —reanomenada més tard com a FEBS Journal— i a partir de 1925 passà a ser director de l'Institut de Bioquímica i Teràpia Experimental de l'Institut Kaiser Wilhelm — posterior Institut für Biochemie de la Universitat Lliure de Berlín—, on exercí fins a 1934, en què fou expulsat pels nazis. Des de l'ascensió de Hitler al poder el 1933 fins al 1939 va patir persecucions per la seva condició de jueu; va continuar la seva feina primer als Països Baixos, fins al 1938 que va emigrar a Palestina i finalment es va establir als Estats Units el 1940, on va morir el 1956.
Al llarg de la seva carrera Neuberg va descobrir, el 1911, un enzim que catalitzava la descarboxilació de l'àcid pirúvic —la carboxilasa—, i va introduir mètodes per a la captura dels metabòlits intermedis que li van permetre interpretar les fases i mecanismes de la fermentació alcohòlica de la glucosa, d'entre altres investigacions.